# Philip Mattar
Philip Mattar (né en 1944 à Jérusalem) est un historien de nationalités américaine et palestinienne.
Il passe sa thèse de doctorat à l'université Columbia au département d'histoire du Moyen-Orient. Il enseigne ensuite l'histoire à Yale, Georgetown et au collège de New York. Il est directeur exécutif de l'Institut des études palestiniennes de 1984 à 2001.

## Publications
- Auteur, The Mufti of Jerusalem: Al-Hajj Amin Al-Husayni and the Palestinian National Movement, Columbia University Press, 1988, 1992.
- Coéditeur, Encyclopedia of the modern Middle East. Macmillan Reference USA, 1996.
- Éditeur, Encyclopedia of the Palestinians, Facts on File, 2000, 2005.
- Coéditeur, Encyclopedia of the modern Middle East and North Africa Thomson Gale/Macmillan Reference USA, 2004.